# 헨리 (단위)
헨리(Henry, 기호 H)는 인덕턴스의 SI 유도 단위이다.
어떤 회로에서 전류의 변화율이 1초당 1암페어이면 기전력은 1볼트이며 이 회로의 인덕턴스는 1 헨리이다.
물리학자 조지프 헨리에서 이름을 따왔다.
1H = Wb/A = m2 kg s−2 A−2

## 같이 보기
- 유도자